# F**k the Club Up
F**k the Club Up è un singolo del rapper italiano Side Baby, pubblicato il 17 novembre 2023 come secondo estratto dal terzo album in studio Leggendario.

## Descrizione
Il brano vanta la partecipazione del rapper italiano Diss Gacha.

## Video musicale
Il videoclip del singolo, diretto da Renato Lambo, è stato pubblicato il 20 novembre 2023 sul canale YouTube dell'artista.

## Tracce
1. F**k the Club Up (feat. Diss Gacha) – 2:21